# Provincia Isla de Pascua
Isla de Pascua (Provincia de Isla de Pascua) este o provincie din regiunea Valparaíso, Chile, cu o populație de 3791 locuitori (2012) și o suprafață de 163,6 km². Capitala provinciei este localitatea Hanga Roa. Înafară de insula Paștelui, provincia mai include o insulă mică și nepopulată, insula Sala y Gómez.

## Comune
Provincia este formată dintr-o singură comună: Isla de Pascua.

## Guvernatori provinciali
| Guvernator              | Partid | Perioada                                      | Președinte              |
| ----------------------- | ------ | --------------------------------------------- | ----------------------- |
| Carlos Bastías Alvarado | IND    | 13 septembrie 1973 - 25 septembrie 1973       | Augusto Pinochet        |
| Omar Fuenzalida Tobar   | IND    | 25 septembrie 1973 - 3 de agosto de 1974      | Augusto Pinochet        |
| Giuseppe Arru Domínguez | IND    | 3 de agosto de 1974 - 23 de febrero de 1975   | Augusto Pinochet        |
| Arnt Arentsen Pettersen | IND    | 23 de febrero de 1975 - 16 de febrero de 1979 | Augusto Pinochet        |
| Ariel González Cornejo  | IND    | 16 de febrero de 1979 - 27 de enero de 1984   | Augusto Pinochet        |
| Sergio Alejo Rapu Haoa  | IND    | 27 de enero de 1984 - 11 martie 1990          | Augusto Pinochet        |
| Jacobo Hey Paoa         | IND    | 11 martie 1990 - 11 martie 1994               | Patricio Aylwin         |
| Jacobo Hey Paoa         | IND    | 11 martie 1994 - 11 martie 2000               | Eduardo Frei Ruiz-Tagle |
| Jacobo Hey Paoa         | PDC    | 11 martie 2000 - 1 septembrie 2000            | Ricardo Lagos           |
| Enrique Pakarati Ika    | PDC    | 1 septembrie 2000 - 11 martie 2006            | Ricardo Lagos           |
| Melania Hotus Hey       | PDC    | 11 martie 2006 - 16 martie 2010               | Michelle Bachelet       |
| Pedro Edmunds Paoa      | PDC    | 17 martie 2010 - 9 august 2010                | Sebastián Piñera        |
| Carmen Cardinali Paoa   | IND    | 6 septembrie 2010 - 11 martie 2014            | Sebastián Piñera        |
| Marta Raquel Hotus Tuki | PDC    | 11 martie 2014 - En el cargo                  | Michelle Bachelet       |